# TERMINAL (遠藤ミチロウのアルバム)
『TERMINAL』（ターミナル）は、日本のミュージシャンである遠藤ミチロウの5枚目のアルバム。
1987年7月5日にキングレコードより、『オデッセイ・1985・SEX』（1985年）、『破産』（1986年）に続くグロテスク・ニュー・ポップ (G.N.P.) の第三弾としてリリースされた作品。収録曲は、ザ・スターリン時代に演奏されていた曲のリメイクが多く、純粋な新曲は少なくなっている。また、1曲あたりの演奏時間が長くなっており、曲数が少ない作品となっている。
本作は遠藤が新たに結成したバンドパラノイア・スター (PARANOIA-STARR) によって制作されているが、同バンドは2度のライブのみで活動を停止、以降遠藤はもう一つの新たなバンドビデオ・スターリンとしての活動に注力していくようになる。また、それによりグロテスク・ニュー・ポップシリーズも本作で最後となり、遠藤はキングレコードを離れビデオ・スターリンとしてインディーズでアルバムを1枚リリースした後、新生スターリンを結成しアルファレコードへ移籍することとなる。
先行シングルはなく、同日に「LUCKY BOY」がシングルカットとしてリリースされた。

## 背景
前作『破産』リリース後、「G.N.P. TOUR 2 HYSTERIC TO EDEN」と題したライブツアーを5月26日の大阪近鉄劇場小ホールの公演より開始、6月16日の渋谷公会堂での公演まで9都市9公演に亘って実施した。5月20日には蜷川幸雄演出による舞台『オデッセイ・1986・破産』に出演した。5月30日に新宿ロフトで開催された「G.N.P. NIGHT」では二部制となっており、第二部の「ザ・スターリン・ショー」では漫画誌『ヤングマガジン』誌上にて行われた「G.N.P.レーベル新人オーディション」にてグランプリを獲得した「TELL」と共演し、ザ・スターリン時代の曲を演奏した。
8月にはソロとして初となるビデオ作品『Hysteric To Eden』をリリース。8月10日にはスポーツランドSUGOにて開催されたイベントライブ「ロックンロールオリンピック'86」に参加し、「ゲイノー・ブラザーズ」として「The Stalin」（アルバム『THE END』収録）を演奏している模様がNHK総合にて放送された。しかしゲイノー・ブラザーズの活動は短命に終わり、9月13日の日比谷野外音楽堂でのライブイベント「DOORS ARE OPEN」にシークレットゲストとして出演したのが最後となった。
同年11月より、遠藤は「ファンク・フォーク・サウンド」と称してVoice&Rhythmとの共演ライブを重ねるようになり、遠藤のソロ曲以外にもジョニー吉長の「4月のサンタクロース」のカバーや同バンド用に書き下ろした曲なども演奏しており、レコーディングも企画されたが実現しなかった。その後遠藤は新たなバンドの結成を周囲に公言するようになる。
12月21日にはザ・スターリンの4枚目のアルバムであった『Fish Inn』（1984年）を、ビル・ラズウェルプロデュースの元でリミックスされた『Fish Inn (リミックス盤)』がリリースされた。12月27日には泉谷しげるのライブに飛び入り参加した。
1987年に入り、1月21日にはザ・スターリンのコンピレーションアルバム『STALINISM』がリリースされた。同時期に遠藤は新たなバンドメンバーを雑誌などで一般から公募する事となる。公募の結果、MAY（ベース）、SAKAMITSU（ギター）、KUBOTA（ギター）、SHOKO（ドラムス）という布陣でビデオ・スターリン (VIDEO STALIN)を結成する。同バンドはザ・スターリンの曲を演奏し、ビデオ作品のみをリリースする目的で結成された。メンバーは遠藤以外は全てプロ経験のない新人であった。5月3日、4日にはビデオ・スターリンのデビューライブが新宿ロフトにて2日間連続で行われた。
その活動の裏で、遠藤は本作品のために別のメンバーを集め、パラノイア・スター (PARANOIA-STARR) を結成する。メンバーはHOMARE（ギター）、BOY（ドラムス）、斉藤トオル（キーボード）、後に新生スターリンにも参加する事となる西村雄介（ベース）。5月8日には渋谷LIVE INNにて同バンドのデビューライブが実施された。

## 録音
レコーディングは1987年にアバコスタジオおよびスターシップスタジオにて行われ、LAUGHIN' NOSE加入以前のPONを中心に結成されたNASHIに所属していたHOMARE（ギター）、後に新生スターリンに参加しさらに後に北澤組に加入し町田町蔵のバックバンドとして活動した西村雄介（ベース）、SPEEDやE.D.P.S.に所属していたBOY、後にジャジー・アッパー・カットで演奏する事となる斉藤トオル（キーボード）が参加している。

## 音楽性
2008年盤のライナーノーツにていぬん堂は、同時期に結成したビデオ・スターリンがザ・スターリンのパンク的な部分を担当していたのに対して、パラノイア・スターの音楽性は「ダーク・サイドを担った」と述べている。また、収録曲はザ・スターリン時代の曲のリメイクが多くを占めている事に言及している他、Voice&Rhythmとの共演時に制作された「LUCKY BOY」が白眉であると言及している。
芸術総合誌『ユリイカ9月臨時増刊号 総特集*遠藤ミチロウ1950-2019』においてライターの行川和彦は、本作のタイトルの意味が「グロテスク・ニュー・ポップ」の終着点を指していたのではないかと主張、音楽性はパンク・ロック+サイケデリック・ミュージックのようなサウンドとなっており、ドアーズを意識した長尺の曲が中心のダークでヘヴィな内向的な曲で構成されていると指摘した。また、1曲目「飢餓々々帰郷」は本作の5年以上前に遠藤が制作した曲であり、始まりは静かにゆっくりとした曲調であるが後半にはヘヴィ・ラウドな音で加速する展開となっているとし、2曲目「LUCKY BOY」はエイズをテーマとしており、「ポップな曲調ながら、このバンドの個性ゆえに重くパーカッシヴかつタイトな音」であると指摘、3曲目「溺愛」は「このバンドならではの沈む暗い空気感がたまらない出来」と評価、5曲目「誰かが寝ているような気がする」は「たおやかに永眠しそうな流れながらやはりヘヴィ」であると指摘した。

## リリース
1987年7月5日にキングレコードより、LP、CT、CDの3形態でリリースされた。
1991年2月5日にはCD盤のみ再リリースされ、2008年12月8日にはSHM-CDとしていぬん堂より再リリースされた。

## ツアー
パラノイア・スターは、ビデオ・スターリンのデビューライブの4日後に渋谷LIVE INNにてデビューを果たし、その後6月27日にインクスティック芝浦ファクトリーでライブを行ったが、結果として2度のライブと本作のみで活動を停止、以降遠藤はビデオ・スターリンとしての活動に注力していくようになった。ライブではザ・スターリン時代の「廃魚」、「M-16」、「水銀」、「FISH INN」、「虫」や遠藤のソロ曲である「おまえの犬になる」、「ブレード・ランナー」、「月のスペルマ」、「POP REVOLUTION」の他にドアーズのカバーである「ハロー・アイ・ラヴ・ユー」（1968年）、「タッチ・ミー」（1968年）などが演奏された。

## 批評
| 専門評論家によるレビュー | 専門評論家によるレビュー |
| レビュー・スコア         | レビュー・スコア         |
| 出典                     | 評価                     |
| ------------------------ | ------------------------ |
| CDジャーナル             | 肯定的                   |
| レコード・コレクターズ   | 肯定的                   |
| ユリイカ（行川和彦）     | 肯定的                   |

- 音楽情報サイト『CDジャーナル』では、ザ・スターリンのアルバム『Fish Inn』や12インチ3連作であった『オデッセイ・1985・SEX』と比較した上で「インパクトはない」と指摘しているが、「いまだに割り切らないのがたのもしい」と肯定的に評価している[8]。

- 音楽誌『レコード・コレクターズ』では、西村雄介とBOYによる演奏を「ダイナミック」と表現し、「ダイナミックな曲」と「キーボードを活かしたデリケイトな曲とが一枚の中で溶け合って」いると演奏力に関して肯定的に評価、さらに「この路線で続けてほしかったと思わせる名盤」と称賛した[9]。

- 芸術総合誌『ユリイカ9月臨時増刊号 総特集*遠藤ミチロウ1950-2019』においてライターの行川和彦は、本作にて結成したバンドであるパラノイア・スターの演奏に関して「最高にソリッドかつクールなストロング・スタイルがカッコいい」と称賛した他、遠藤のボーカルに関しても「生々しいシリアスな緊張感に貫かれて冷やかに突き放す」と評価した[6]。また本作は遠藤が関与したアルバムの中で「最もエキセントリックな演出のない純なアルバム」と位置付け、名盤であると主張しパラノイア・スターとしての活動が短命に終わった事が遺憾であったと述べた[6]。

## 収録曲

### 一覧
全作詞・作曲: 遠藤みちろう（特記除く）。
| #         | タイトル             | 作詞      | 作曲・編曲 | 編曲                        | 時間  |
| --------- | -------------------- | --------- | ---------- | --------------------------- | ----- |
| 1.        | 「飢餓々々帰郷」     |           |            | ミチロウ、PARANOIA-STARR    | 11:24 |
| 2.        | 「LUCKY BOY」        |           |            | 誉 (HOMARE)、PARANOIA-STARR | 4:18  |
| 3.        | 「溺愛」(作曲: タム) |           |            | ミチロウ、PARANOIA-STARR    | 6:22  |
| 合計時間: | 合計時間:            | 合計時間: | 22:04      |                             |       |

| #         | タイトル                         | 作詞      | 作曲・編曲 | 編曲                     | 時間 |
| --------- | -------------------------------- | --------- | ---------- | ------------------------ | ---- |
| 4.        | 「OH! マルクス」                 |           |            | ミチロウ、PARANOIA-STARR | 9:07 |
| 5.        | 「誰かが寝ているような気がする」 |           |            | ミチロウ、斉藤トオル     | 9:33 |
| 合計時間: | 合計時間:                        | 合計時間: | 18:40      |                          |      |

| #         | タイトル                                 | 作詞      | 作曲・編曲 | 編曲                     | 時間 |
| --------- | ---------------------------------------- | --------- | ---------- | ------------------------ | ---- |
| 6.        | 「OH! マルクス（シングル・バージョン）」 |           |            | ミチロウ、PARANOIA-STARR | 6:16 |
| 合計時間: | 合計時間:                                | 合計時間: | 47:00      |                          |      |

### 曲解説

#### A面
1. 飢餓々々帰郷
ザ・スターリン以前のバンド自閉隊やメジャー・デビュー前のザ・スターリン時代に歌われていた曲であり、1984年に遠藤が責任編集として刊行されたソノシート付マガジン、『ING'O』の付録として一度発表されていたが、再度録音されている。元々は遠藤が東京で来る前に故郷で制作した曲である。後に遠藤のベストアルバムBOX『飢餓々々帰郷』（2007年）のタイトルとして使用された。
2. LUCKY BOY
シングルとしてアルバムと同時リリースされた。エイズを題材とした曲。ザ・ヴォイス & リズムとの共演の際に制作された。
3. 溺愛
ザ・スターリンの初のフルアルバム『trash』（1981年）に収録されていた曲。

#### B面
1. OH! マルクス
ザ・スターリンの曲である「先天性労働者」と、遠藤のソロ曲である「お母さん、いい加減あなたの顔は忘れてしまいました。」を合わせた曲。ザ・スターリンのライブ・アルバム『FOR NEVER』（1985年）に「お母さんいい加減〜先天性労働者 」というタイトルで収録されていたが、タイトルを変更して収録されている。また、シングル「LUCKY BOY」のB面にも収録されており、時間が短くなっている。
2. 誰かが寝ているような気がする

## スタッフ・クレジット

### 参加ミュージシャン
- PARANOIA-STARR
  - 遠藤ミチロウ - ボーカル、リズムギター（1曲目）
  - 誉 (HOMARE) - ギター
  - 西村雄介 - ベース
  - BOY - ドラムス
  - 斉藤トオル - キーボード、シンセサイザー

### スタッフ
- 遠藤ミチロウ - プロデュース、デザイン
- 森山恭行 - コ・プロデュース、エンジニア
- はらつかさ - ディレクション
- 安江水伊那 - マネージメント
- 明石浩和 - アシスタント・エンジニア
- 猪股正幸 - アシスタント・エンジニア
- 村越元 - 写真撮影

## リリース履歴
| No. | 日付          | レーベル       | 規格     | 規格品番                                   | 最高順位 | 備考                    |
| --- | ------------- | -------------- | -------- | ------------------------------------------ | -------- | ----------------------- |
| 1   | 1987年7月5日  | キングレコード | LP CT CD | K28A 798 (LP) K28H-1005 (CT) K32X 171 (CD) | -        |                         |
| 2   | 1991年2月5日  | キングレコード | CD       | KICS-2090                                  | -        |                         |
| 3   | 2008年12月8日 | いぬん堂       | SHM-CD   | WC-071                                     | -        | ボーナストラック1曲収録 |